# Ids Willemsma

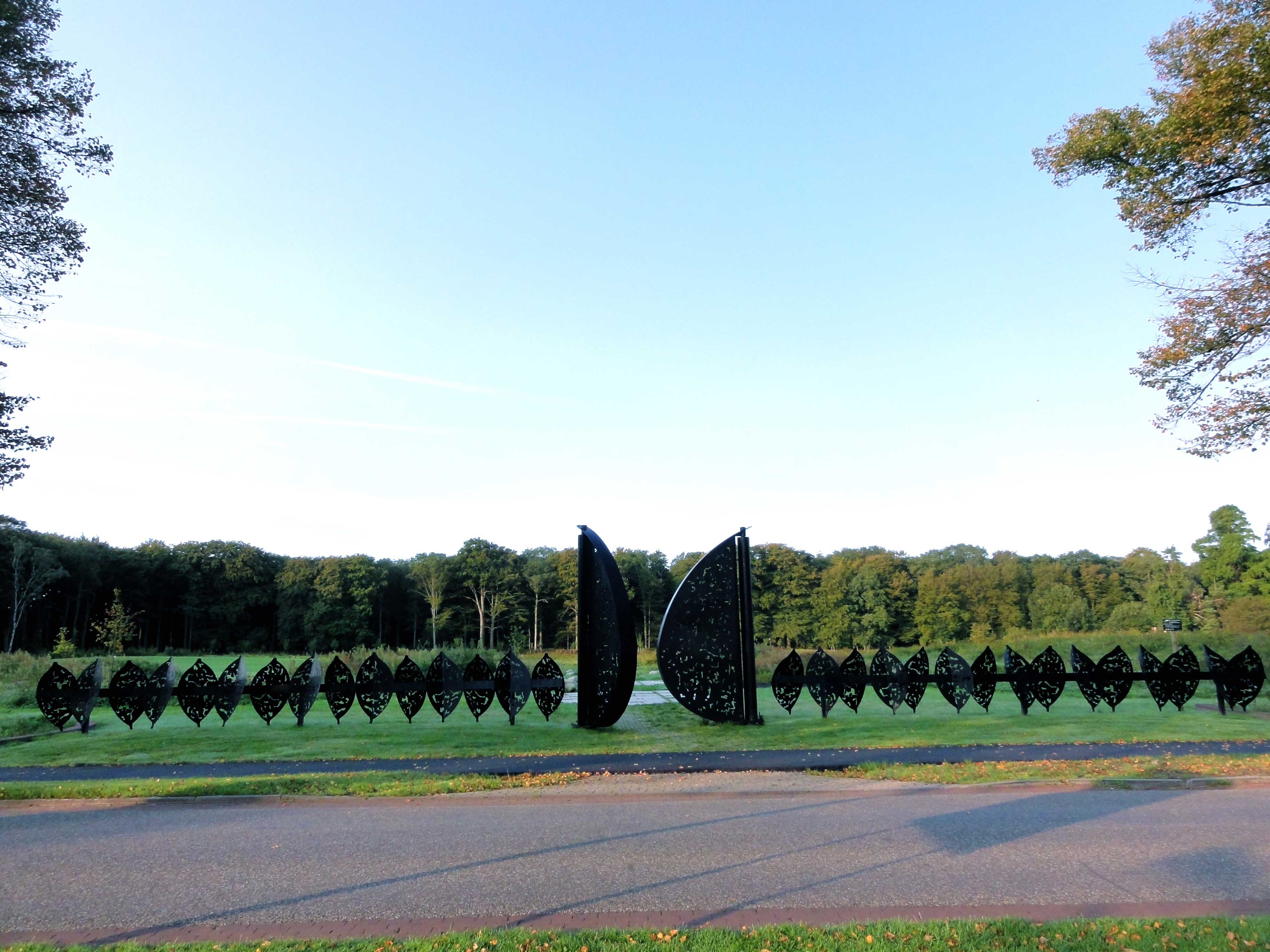
„Zugangspforte“ zum „Schlossgarten“ in Rijs

Ids Willemsma (* 8. August 1949 in Akkrum) ist ein niederländischer Bildhauer.

## Leben und Werk
Willemsma studierte zwischen 1969 und 1972 an der Academie Vredeman de Vries in Leeuwarden. Charakteristisch für seine bildhauerische Arbeit sind die großen Skulpturen aus Stahl (u. a. Cortenstahl), die an mehreren Orten in den nördlichen Niederlanden platziert sind. Neben der Arbeit als Bildhauer ist er als Zeichner tätig.
Er lebt und arbeitet in Oosterwierum.

## Arbeiten im öffentlichen Raum (Auswahl)
- Paal (1986), Pieter Stuyvesantweg in Leeuwarden
- Ohne Titel (1987), Tweebaksmarkt/Oude Oosterstraat, Leeuwarden
- Denkmal (1988) auf dem Damm in Leek

- It tempeltsje op'e dyk (1993), Marrum
- De Pijl (1993), Ureterp
- Boog (1994) aan De Drift in Drachten
- De Stap (1996), Harlingerweg, Franeker
- Zonder titel (1996), Ternaard
- De Brug (1997), Schoonoord
- Man-vrouw toren (1998), Sneek
- Ielkearen (2004), De Burd, Heeg
- Útsjochpunt (2004), Weperbult, Oosterwolde
- Toegangspoort slottuin (2010), Rijs

## Galerie

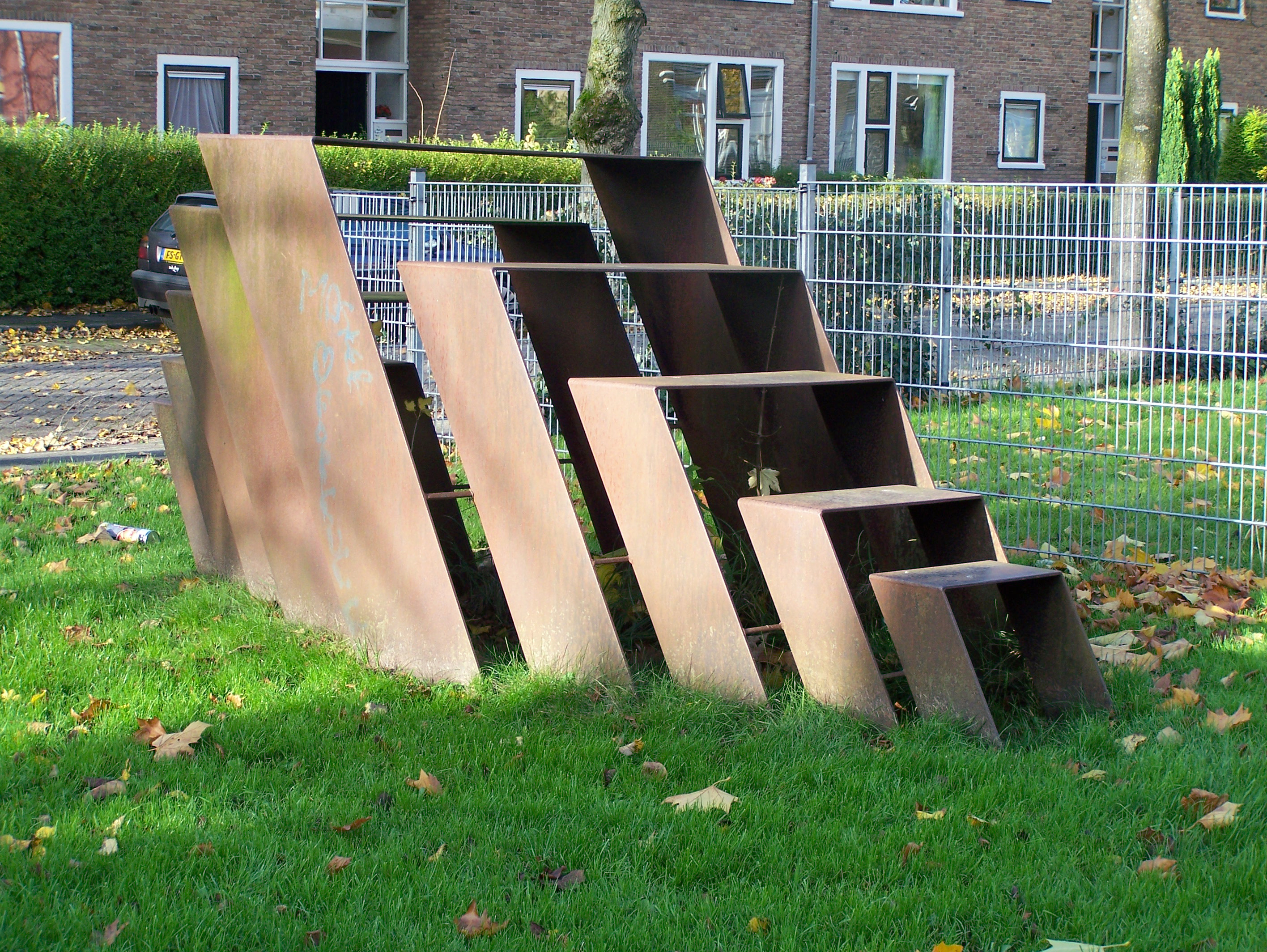
Ohne Titel (1973), Leeuwarden
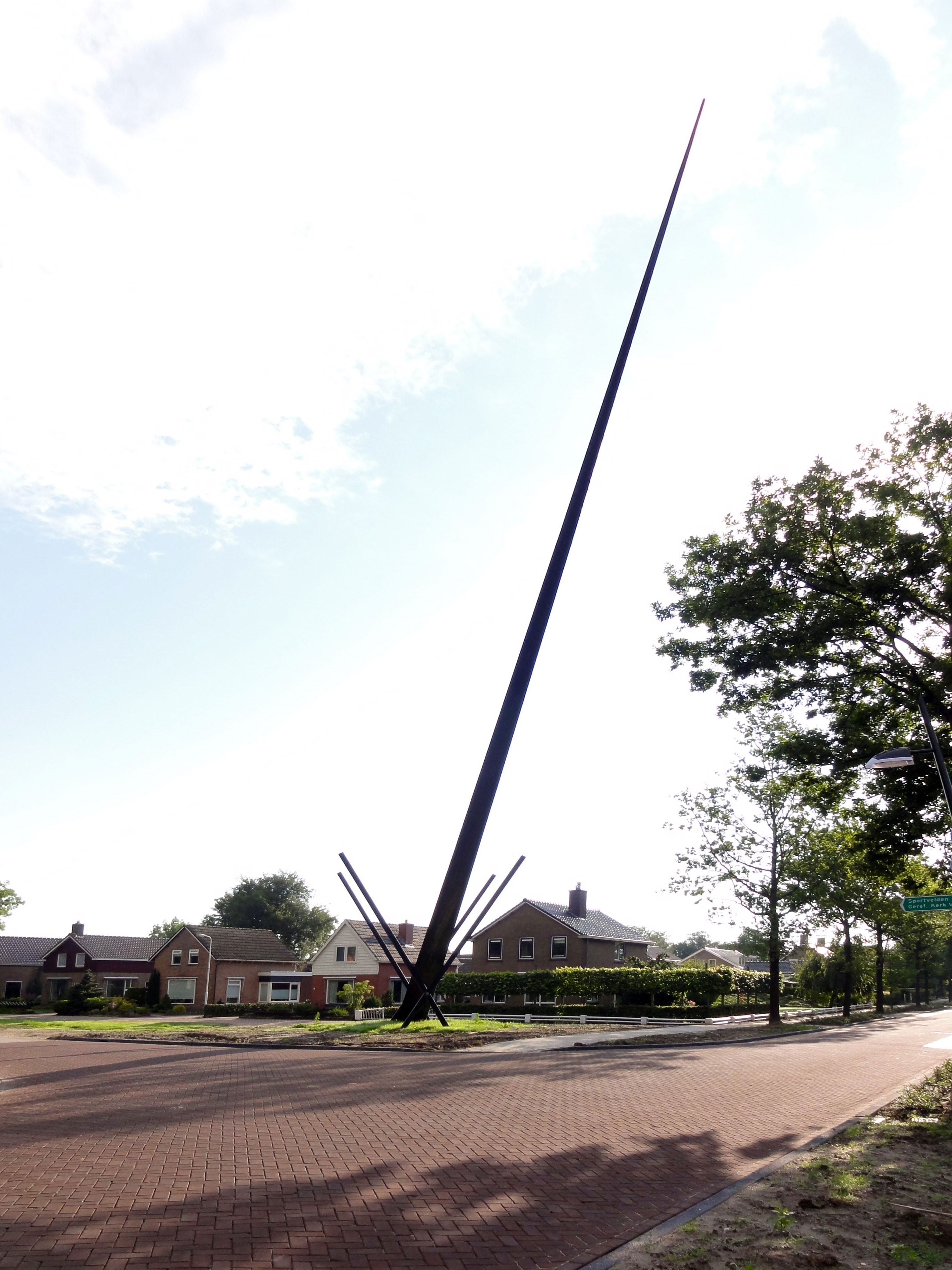
De Pijl (1993), Ureterp
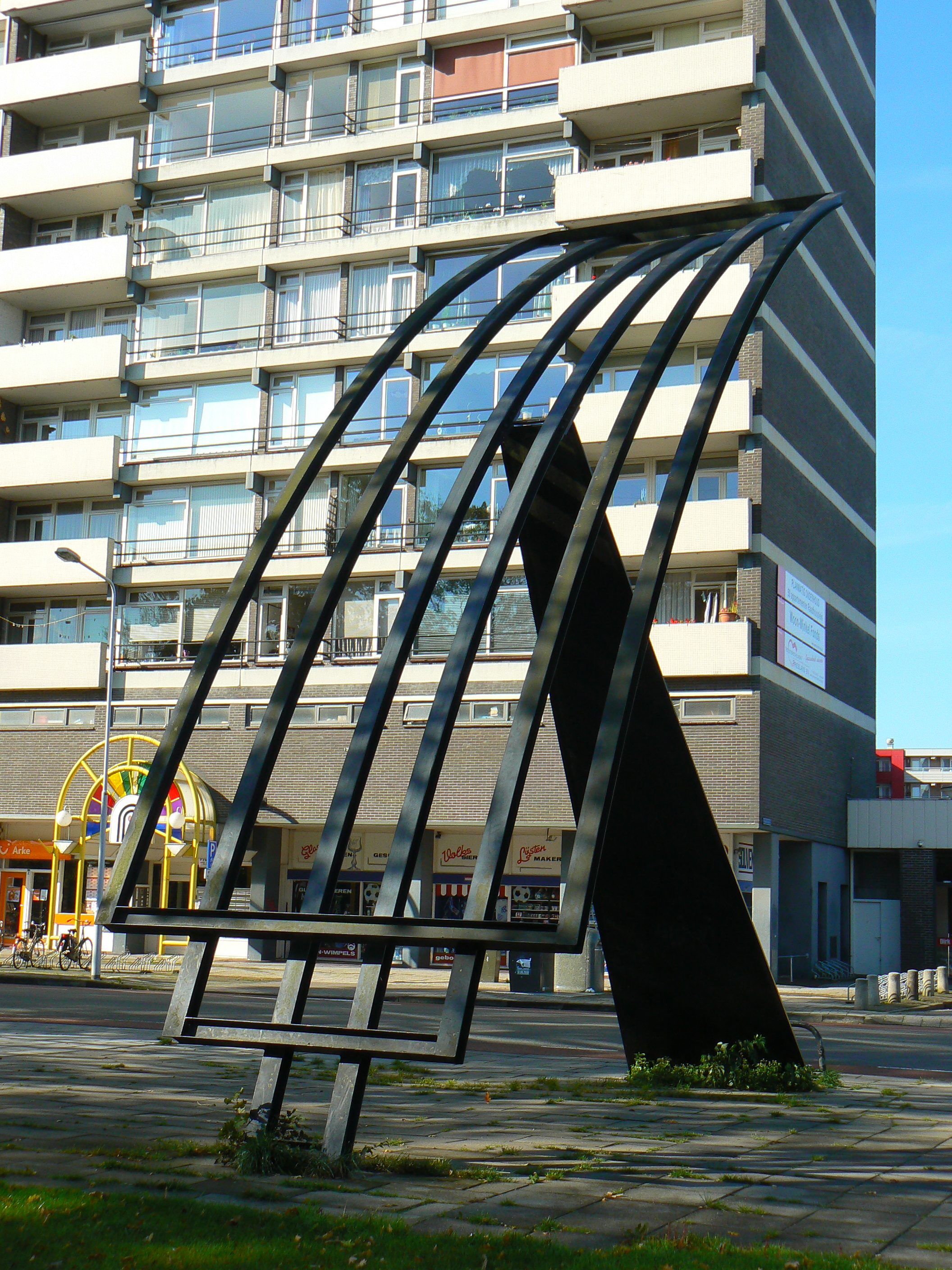
Boog (1994), Drachten
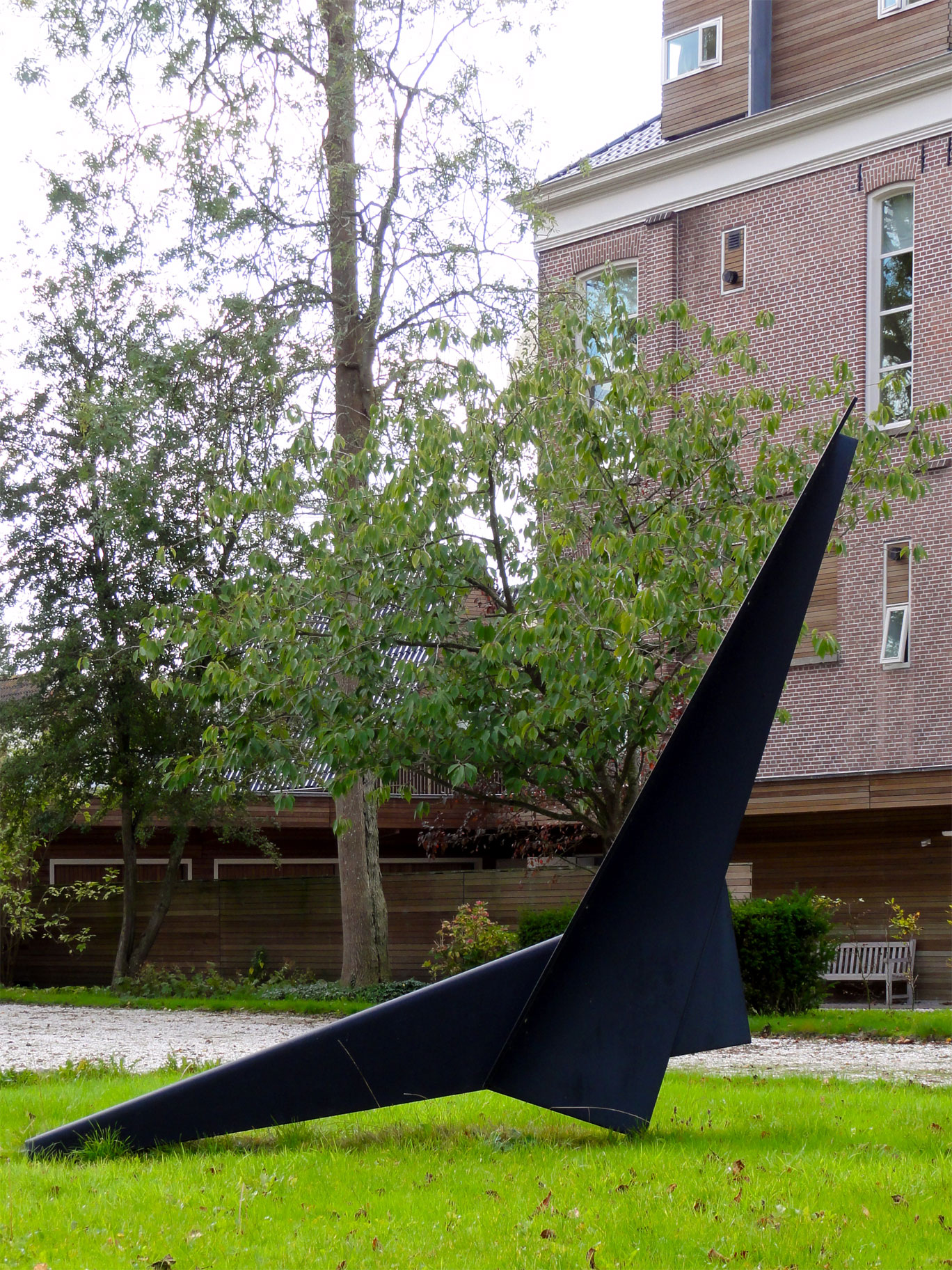
Ohne Titel (1996), Ternaard
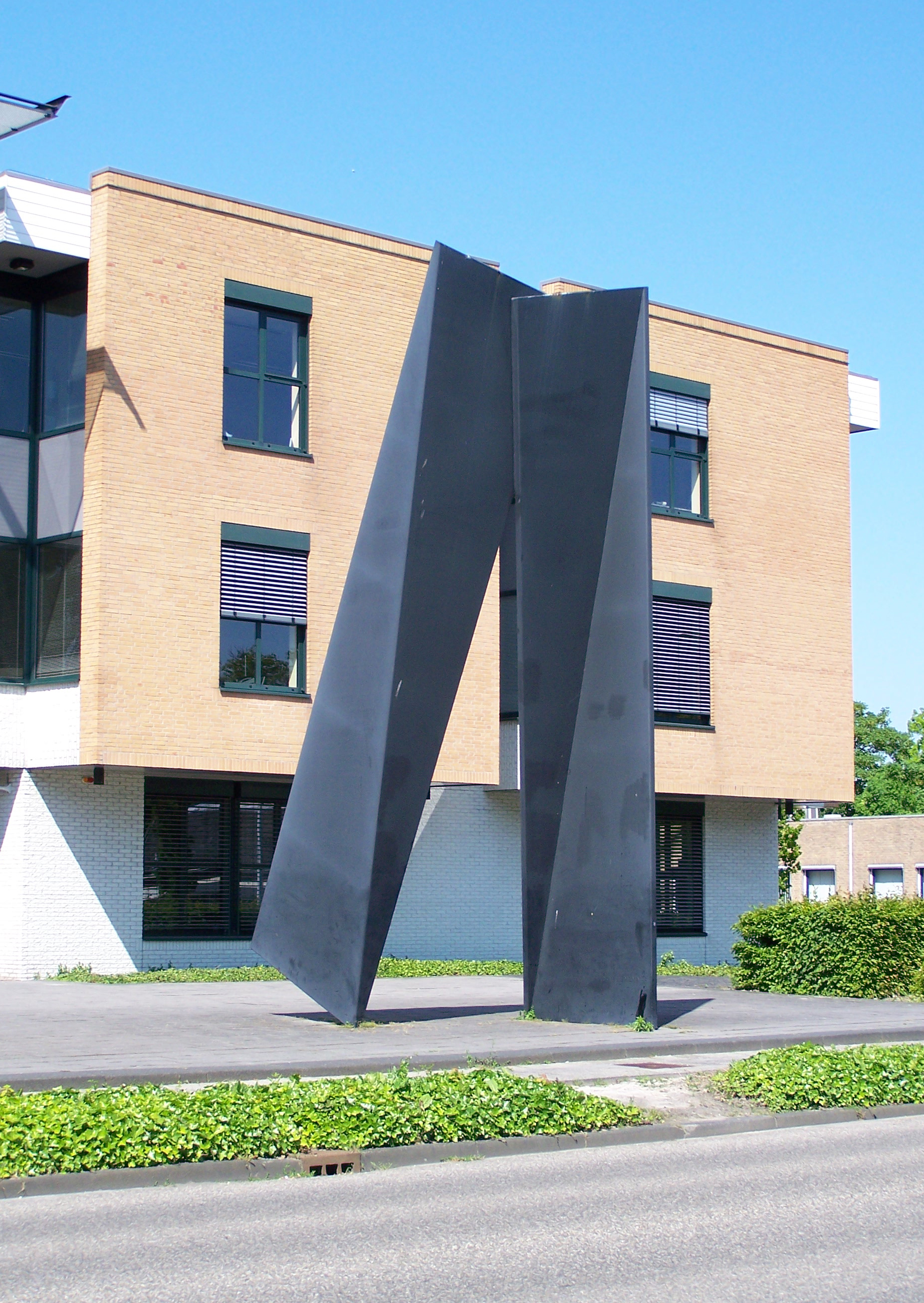
De Stap (1996), Franeker
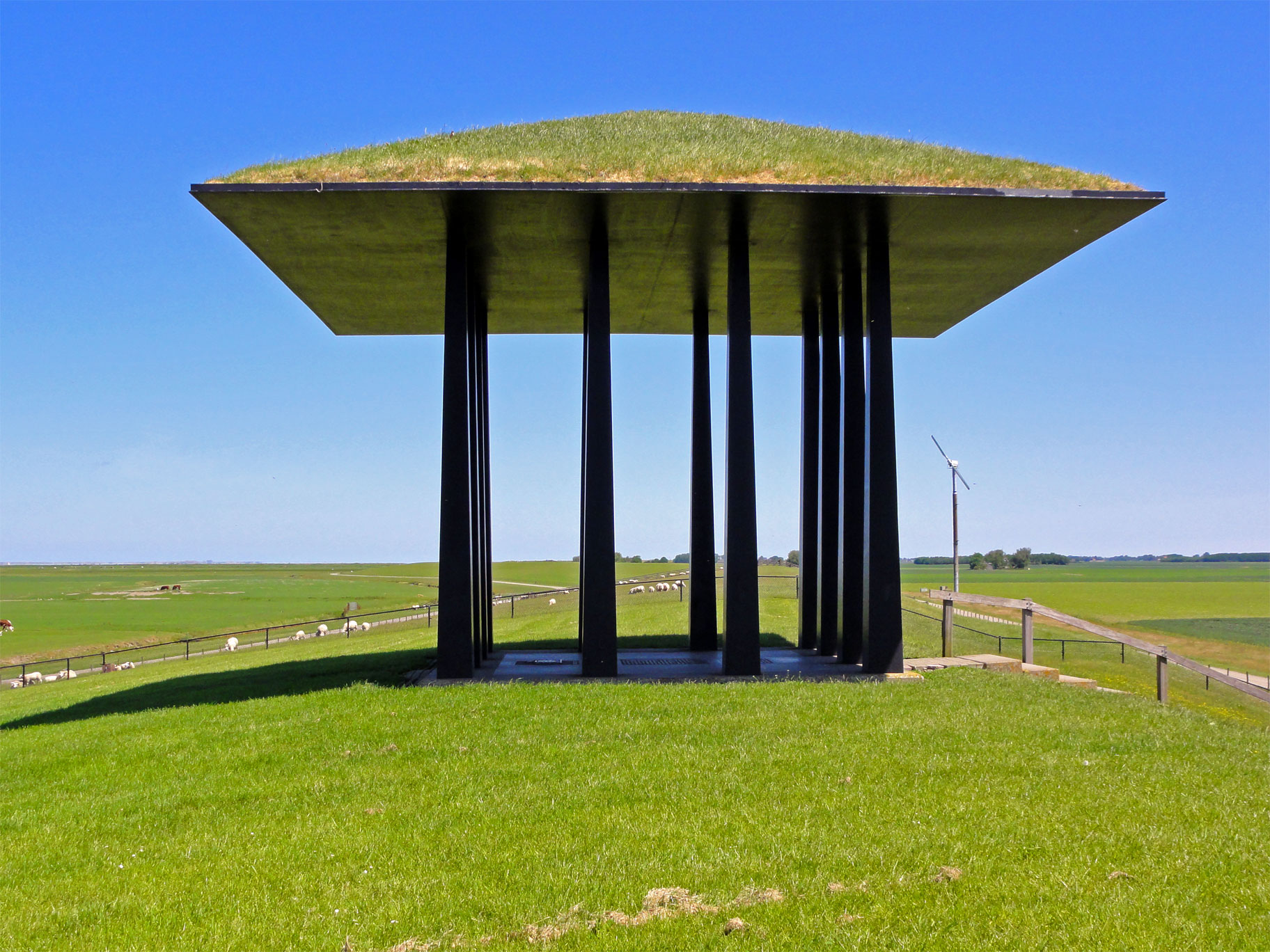
Tempelbau (1993) nahe Marrum
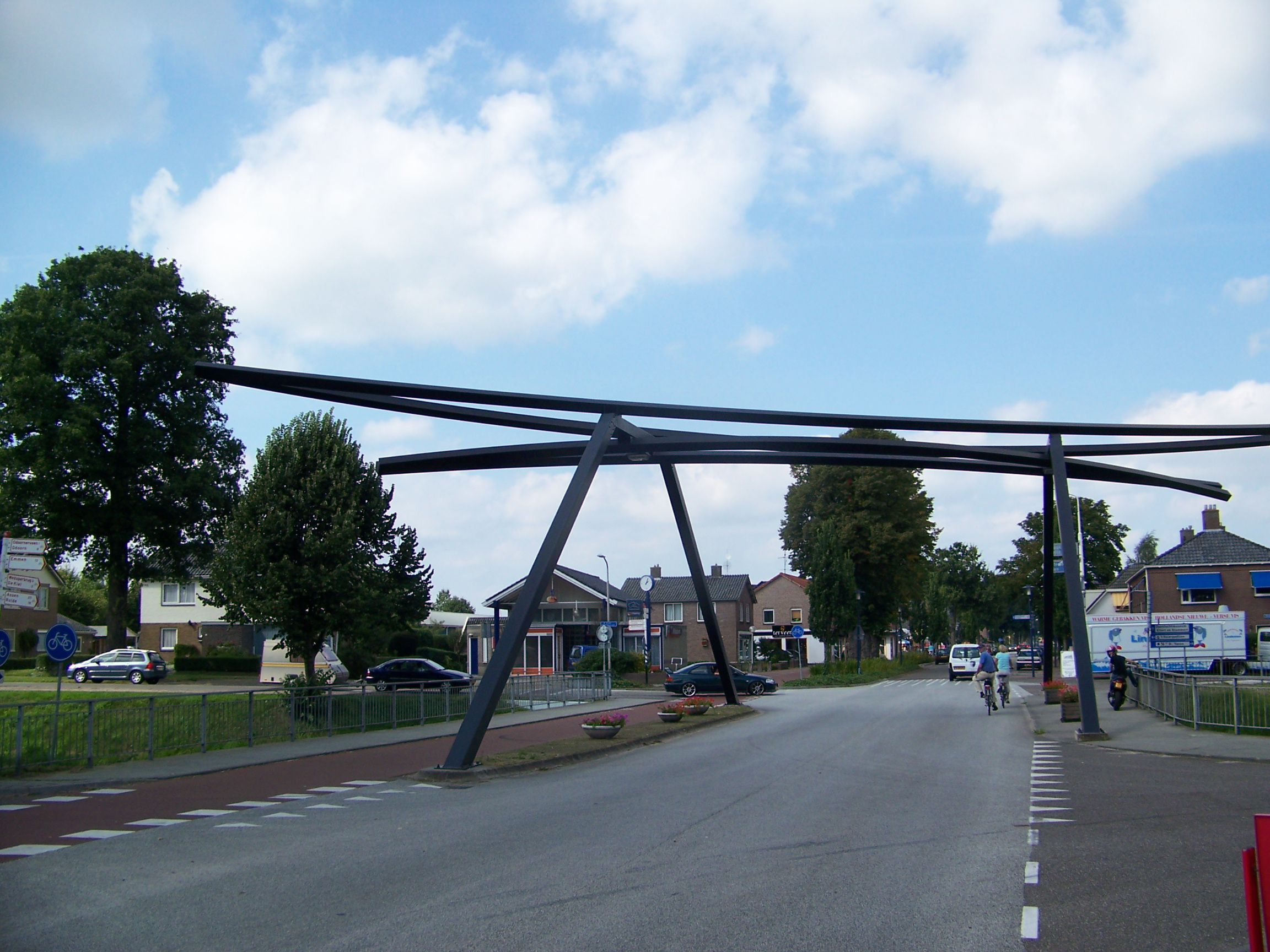
De Brug (1997), Schoonoord
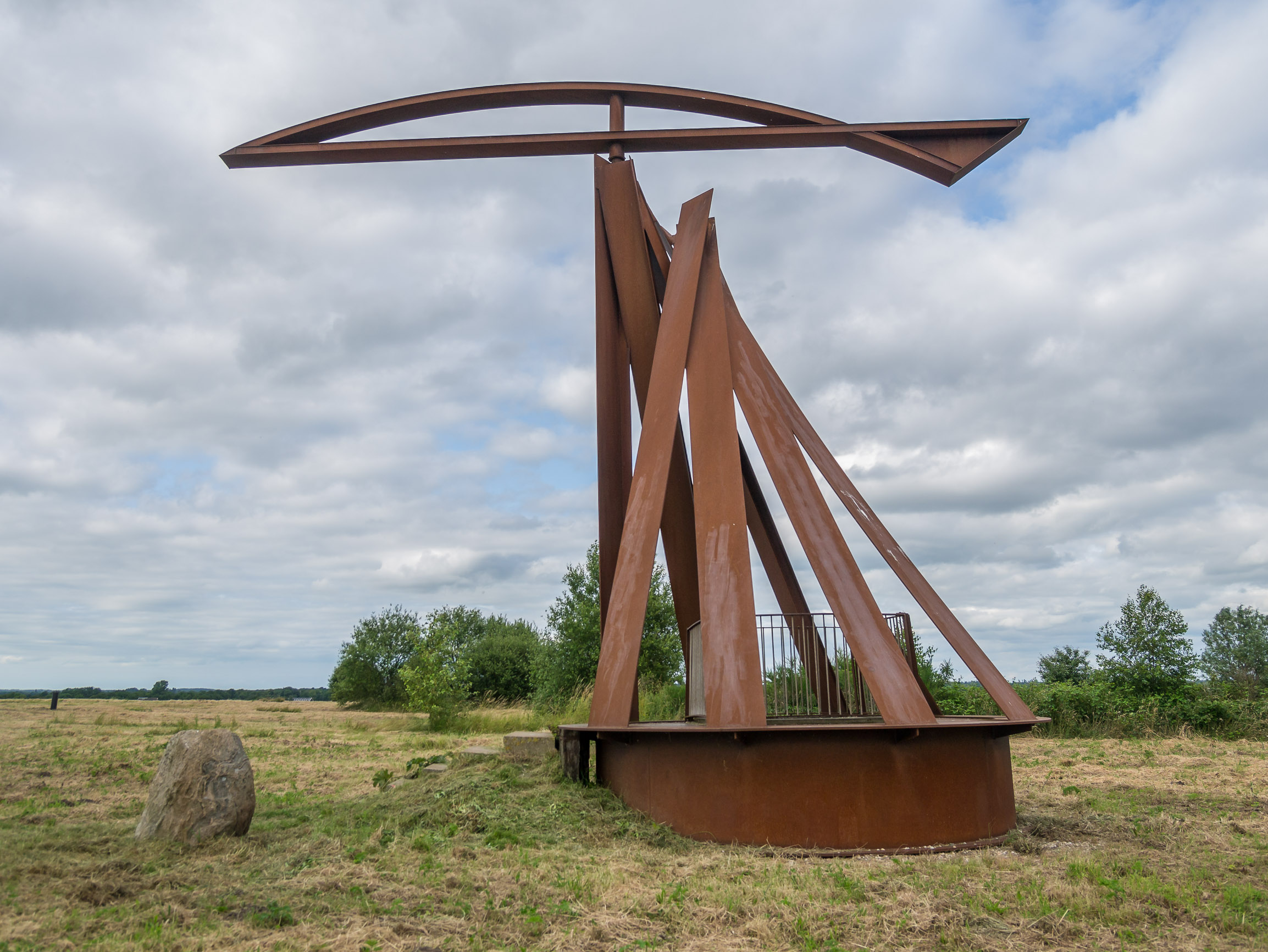
Útsjochpunt (2004), Weperbult
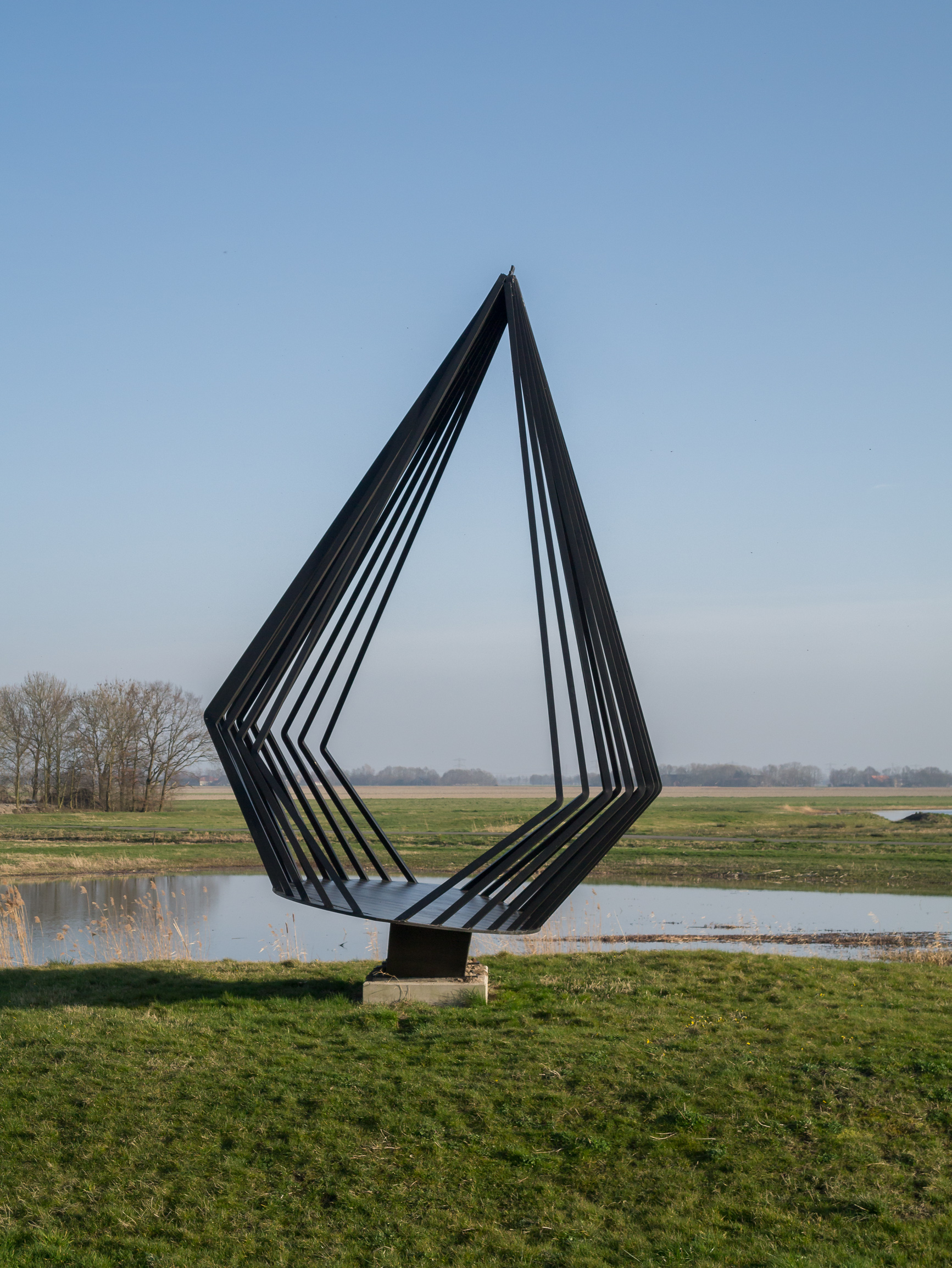
Nationaal Binnenvaart Monument (2009), Schokland
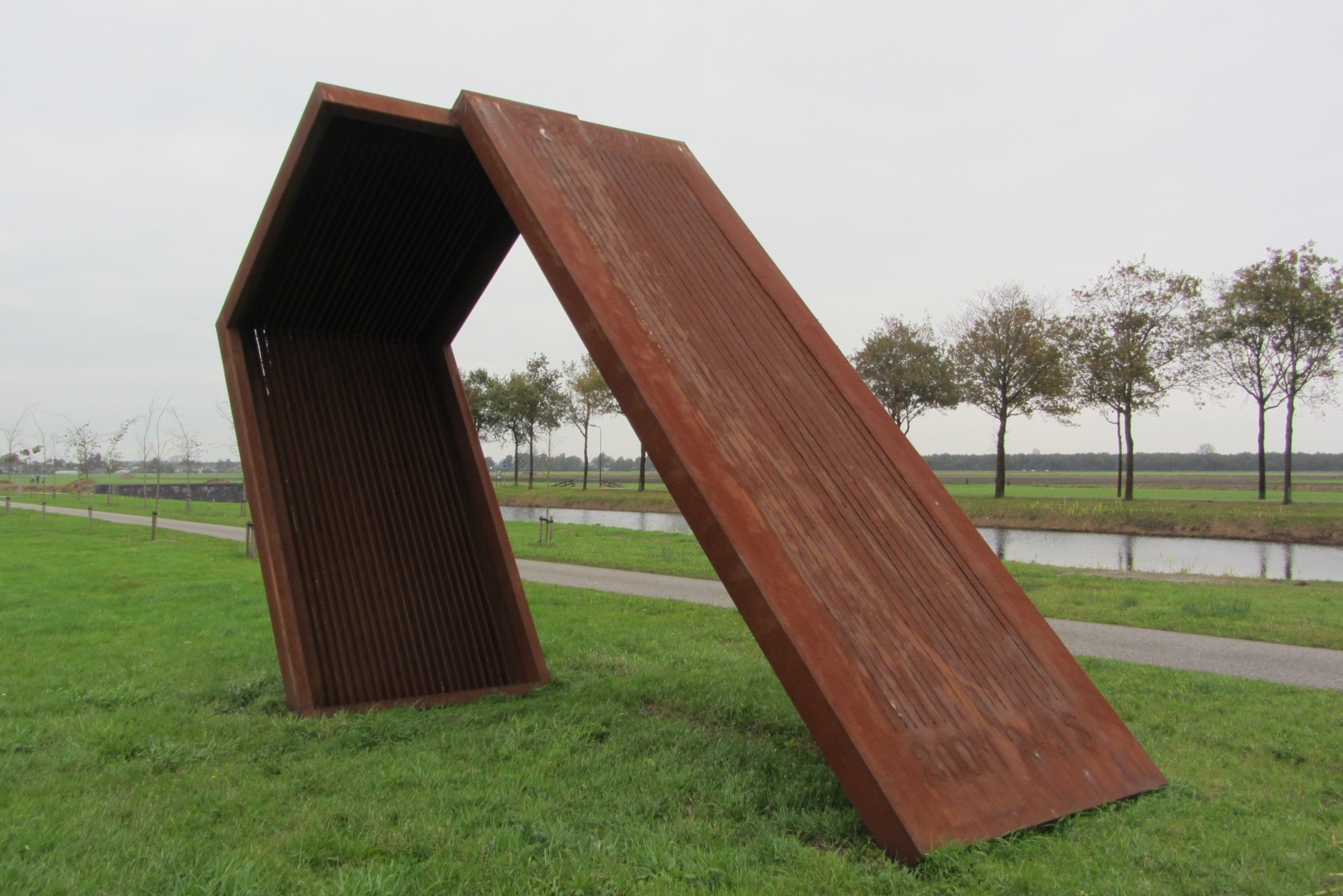
Denkmal für Foekje Dillema (2014), Leeuwarden